# International Air Carriers Association
L'International Air Carriers Association (IACA) è un'organizzazione non-profit che comprende diverse compagnie aeree attive soprattutto nel settore del traffico leisure.

## Membri
Compagnie aeree
1. Aer Lingus
2. AirExplore
3. Alba Star
4. Arkefly (TUI Airlines)
5. Blue Panorama Airlines
6. Corsair International
7. Edelweiss Air
8. EuroAtlantic Airways
9. Evelop Airlines
10. Jetairfly (TUI Airlines)
11. Monarch Airlines
12. Neos Air
13. North American Airlines
14. Nouvelair
15. Novair
16. Thomsonfly (TUI Airlines)
17. Transavia
18. TUIfly Nordic (TUI Airlines)
19. TUIfly.com (TUI Airlines)
20. Wamos Air